# Казка про яян
«Казка про яян» — казка-притча представниці літературної діаспори, письменниці і художниці Емми Андієвської, в якій розкривається сутність людського життя, призначення людини на землі — не відокремлюватися від суспільства, від оточуючих тебе людей, не занурюватися в особистому «я», а допомагати ближньому, відчувати власну необхідність для іншого.

## Сюжет казки
Хлопець, випасаючи кіз, погнався за однією, яка відокремилася від решти, і, «посковзнувшись, упав у глибочезне провалля». Пастушок потрапив у місто яян. Мешканці цього міста не звертали на нього уваги, бо кожний з них жив своїм внутрішнім «я». Однак козопасу пощастило, він зустрів кволого діда. Старий розповів йому про мешканців яян. Від діда хлопець дізнався, що покинути це місто можна через браму, але до неї слід звернутися на «ти». На знак подяки, поваги до старого пастушок посадив його собі на плечі і вийшов через відчинену браму. Зсадивши діда у мішку на землю, він побачив, що мішок наповнений самоцвітами.
У творі дві сюжетні лінії: перша — перебування хлопця у місті Яян, розповідь про цих мешканців; друга — попереднє життя старця (юнги).

## Персонажі твору
Пастушок, на відміну від мешканців міста, завжди готовий прийти на допомогу, часто починає свої речення займенником я, однак це бажання не виокремитися, а, навпаки,  запропонувати своє я іншим. Пастушок ні на мить не хоче залишитися серед  яянів. Цей герой відповідальний, сміливий та чесний. Наприклад, коли коза загубилась, то він відправився на її пошуки. Спіткнувшись, він упав і опинився в дивній країні. Але жителі тієї країни не звертали уваги на голодного гостя. Лише старенький дідусь говорить з ним і розповідає, як вибратися з цієї країни.
Пастух пропонує старенькому допомогти побудувати вежу, але чоловік відмовився. Він не хоче стати черствим яянином, щоб його «я» почало переважати над усіма почуттями. Пастух бере безсилого дідуся на плечі й прямує до найближчої брами, щоб разом вибратися з дивної країни. Головний герой хвилюється за ближнього, щоб старенький хоча б перед смертю вдихнув свіжого повітря.
Хлопчик був вихований, він низько вклонився і попросив браму відчинитися. Брама відчинилася і пастух покинув країну яяянів.  За свою доброту він був нагороджений ще й мішком самоцвітів.
Яяни жили в місті, яке знаходилося в глибокому проваллі, «далеко від усього світу, від його природних див, від чистої блакиті неба, від ласки й тепла сонечка». Яяни будували свою вежу, кожен на свій лад, тому вежі весь час завалювалися. Їхня праця марна та не приносить результату. Мешканці цієї країни харчуються власним «я», тобто своєю гординею, що є невичерпною. Жителі цієї країни не радились, не спілкувалися, не хотіли допомоги, думали кожен лише про своє «я». Яяни не могли сказати слово ТИ.
Дідусь колись був юнгою на кораблі. Одного разу випав за борт і опинився в місті яян. Він почув запитання хлопчика тільки тому, що теж колись був чужинцем і його здолали немощі.

## Художні образи-символи
Місто, у якому жили яяни, знаходилося у глибочезному проваллі серед високих скель. Це було місто бідняків, бо складалося з веж, що весь час завалювалися. Вежі яян часто порівнюють із Вавилонською баштою. Прадавній вавилонський міф, пізніше перероблений і введений у Біблію, розповідає про спорудження після всесвітнього потопу вежі «висотою до небес».
Будівництво йшло успішно, башта ставала все вищою, адже люди, розмовляючи однією мовою, працювали дружно, злагоджено. Розгніваний людським зухвальством, Бог переплутав людські мови так, щоб будівельники перестали розуміти один одного, — і вежа розвалилася.
У місті яянів вежі вузькі, довгі, не схожі одна на одну, бо «їх кожен будує на свій лад». Не дивно, що «ці вежі весь час розвалюються», що деякі з них — лише купи каміння, у дідуся вежа найнижча й напівзруйнована. Яяни, на відміну від різномовних вавилонян, узагалі не розмовляють, вони не можуть вимовити навіть звичайнісіньке «ти».
У місті яянів сім воріт (брам), що символізують внутрішній світ кожного. Число сім у багатьох народів із сивої давнини стало священним. Доля давала мешканцям шанс позбутися егоїзму, непомірної гордині й стати справжніми людьми.